# Rosh Pina
Rosh Pina (o Rosh Pinna, ebraico ראש פנה, letteralmente: Pietra Miliare) è un consiglio locale di circa 2 800 abitanti dell'alta Galilea, situato sulle pendici est del monte Kna'an, a circa 2 km a est della città di Safad.
Sorta il 12 dicembre 1882, è stata dichiarata "consiglio comunale" nel 1949.

## Storia
Rosh Pina fa parte di un gruppo di colonie del primo movimento d'immigrazione nell'allora Impero ottomano. Essendo stata fondata alcune settimane prima di Petah Tiqwa è considerata la più vecchia colonia. Nel 1875 Eliezer Rokach, di Safad, comprò insieme ad alcuni suoi amici la metà dei terreni del villaggio arabo di al-Ja'una. Nel 1878 un gruppo di 17 famiglie di Safad (alcune discendevano da ebrei spagnoli cacciati nel 1492) colonizzò il posto. Il nuovo insediamento fu chiamato Gei Oni.
 L'obiettivo dei coloni era di cambiare il loro modo di vivere – da una vita basata sulla sussistenza a una vita basata sull'agricoltura. Ma siccità, carestie, malattie (inclusa la peste che decimò le greggi) e la mancanza di esperienza professionale in agricoltura costrinsero i coloni ad abbandonare il posto nonostante l'aiuto dei cittadini di al-Ja'una e nonostante i fondi raccolti all'inizio. Gli ebrei sopravvissuti alle malattie tornarono a Safad, dove furono trattati male dai concittadini a causa del conflitto ideologico nato quando hanno lasciarono la loro città religiosa originaria. Solo tre famiglie rimasero a Gei Oni 
Nel 1882, dopo il congresso di Focșani, in Romania, un gruppo di 30 famiglie ebree di Moinești, sempre in Romania, decisero di emigrare in Palestina e di lavorare la terra. Prima di emigrare inviarono a cercare il luogo giusto dove insediarsi il loro rappresentante David Shuv, accompagnato dal contadino David Bukshtater. Nel mese di Tammuz del 1882 il primo gruppo di 5 famiglie arrivò in Palestina, tra loro Baruch e suo padre Isacco Goldring, Zeev Ben Shimon Blum, Avraham Ben Shalom Rotberg e Ghershon Ben Scevach Goldman (Hamaghid 1882 edizione 38, Hibat Tzion).
Nel luglio 1882 David Shuv, rappresentante del comitato di Moinesti, comprò le terre che facevano parte di Gei Oni ed altri terreni del villaggio al-Ja'una. Nell'agosto del 1882 la nave “Thetis”, partita dal porto di Galați con decine di famiglie, dopo un viaggio difficile arrivò nel porto di Beirut; da qui le famiglie proseguirono a piedi e su muli per Safad, giungendo infine a Gei Oni, cui cambiarono il nome in “Rosh Pina” (da un passo del libro dei Salmi 118 verso 22: “la pietra scartata dai costruttori è divenuta pietra d'angolo”). Purtroppo per loro l'autorità turca vietò la costruzione di nuovi edifici e perciò furono costretti a vivere nelle case già costruite e comprate dagli arabi.
Nel 1883 il Barone Rothschild venne in aiuto di Rosh Pina che così divenne la prima colonia posta sotto la sua ala protettrice. In cambio del trasferimento di proprietà di tutti i terreni e degli edifici delle colonie al Barone, era lui a preoccuparsi dell'assistenza alle famiglie, delle costruzioni e dei pagamenti dei debiti accumulati. Nel corso degli anni successivi fu costruita la sinagoga di Rosh Pina (1887), la prima scuola nazionale ebraica della Galilea (1899), una fabbrica di fili di seta, una cantina, un frantoio, il primo albergo in Galilea ed altro ancora. Nel 1900, principalmente a causa di conflitti tra i contadini e i segretari del Barone, il Barone passò l'egida della colonia alla Società JCA, che era gestita dal Barone Maurice de Hirsch.
La colonia ha continuato a svolgere un ruolo centrale nella colonizzazione della Terra d'Israele fino alla creazione dello Stato. Nel 1920 la colonia era una base per Joseph Trumpeldor e alcuni suoi compagni. Negli anni trenta l'epidemiologo professor Gideon Mer vi si stabilì per condurre la sua ricerca sulle malattie come la malaria. Successivamente la colonia divenne base per l'immigrazione clandestina degli ebrei dalla Siria durante il Mandato Britannico. A Rosh Pina c'erano anche le squadre del lavoro del Betar.
Con la creazione dello Stato di Israele gli inglesi hanno dato agli arabi, la polizia e alcuni campi dell'esercito nella regione di Rosh Pina. Il 26 aprile 1948 fu organizzata una forza mista tra l'Irgun e l'organizzazione dell'Hagana di Rosh Pina e in un'azione integrata presero il palazzo della polizia ed il campo "Philo". Gli abitanti di Giauni temevano la vendetta da parte degli ebrei di Rosh Pina e con la speranza che i siriani riconquistassero la regione hanno abbandonato le loro case e scapparono verso il nord quelli di loro che sono voluto rimanere sono stati "convinti" a lasciare la comunità, e la maggior parte dei residenti di Giauni andarono nei campi profughi in Libano, i contadini di Rosh Pina si impossessarono delle terre di Giauni e le sue case sono state occupate dai nuovi immigrati e dai militari in congedo.
A Rosh Pina c'erano circa 350 persone nel maggio 1948 circa 150 residenti in più durante il 1948-1949, ed un numero simile di immigrati agli inizi degli anni '50. Nel 1970 vi erano 850 abitanti.
Tra l'anno 1964 e i primi anni settanta vi si stabilì un numero di giovani in case su per la montagna. Tra di loro il fotografo Avi Naveh, il musicista Eli Magen, il pittore e scrittore Shmuel (Leone Eckstein), Gideon Nili Lavi, Joseph Safra e una scuola auto stima presso l'Hotel Alter Schwartz. Negli anni '80 ci fu un'altra ondata di intellettuali, tra cui il traduttore Aryeh Buber, Ellen Lardner seguace di Gurdjieff e Drora Havkin. 
Nel corso degli anni alcune case sono state ristrutturate e rinnovate, mentre nella casa del medico del paese è stato aperto il Museo di Storia dell'insediamento dell'Alta Galilea.